# Lodur

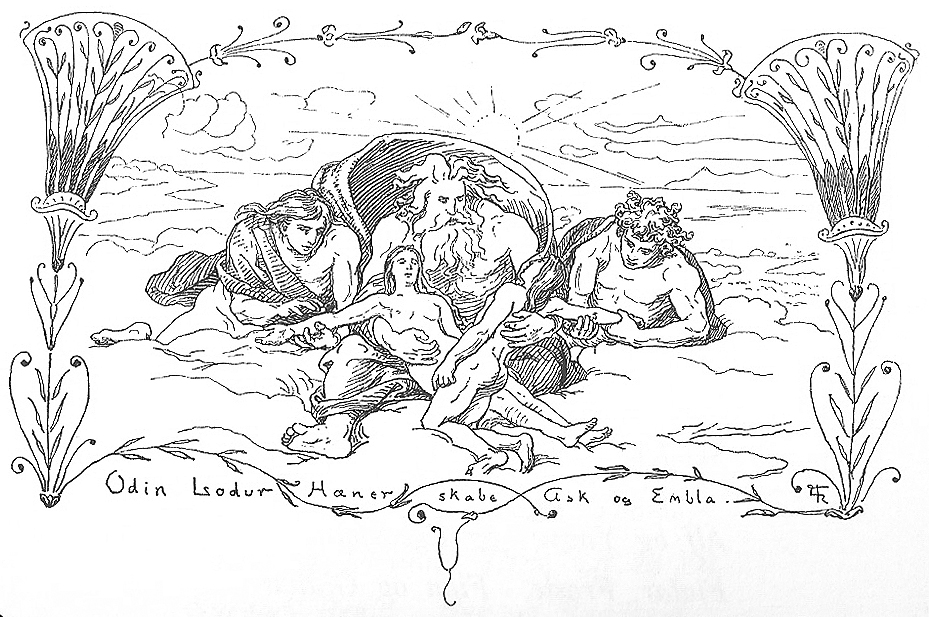
Odin, Lodur a Hoenir při tvorbě prvních lidí

Lodur (staroseverština: Lóðurr) je jeden z bohů Severské mytologie. V Poetické Eddě v básni Völuspá je uveden jako jeden z přítomných při oživení prvních lidí.

## Jméno a mytologie
Význam jeho jména je najsný. Spekulativně je spojeno s různými slovy staré severština jako je lóð ("ovoce, země)", ljóðar (lidé) a laða (lákat). V kontextu s jeho jménem jsou uváděna také gótská slova liudan (růst) či laudi (forma, podoba) nebo německé slovo lodern (planout).
Poagličtěné nebo jiným jazykem přetvořené tvary jeho jména jsou: Lóður, Lódurr, Lódur, Lóthurr, Lóthur, Lódhurr, Lódhur, Lodurr, Lodur, Lothurr, Lothur, Lodhurr, Loðurr, Loður nebo Lodhur.
V Poetické Eddě se jeho jména objevuje jen jednou:
| 17. Unz þrír kvámu ór því liði öflgir ok ástgir æsir at húsi, fundu á landi lítt megandi Ask ok Emblu örlöglausa. 18. Önd þau né áttu, óð þau né höfðu, lá né læti né litu goða. Önd gaf Óðinn, óð gaf Hœnir, lá gaf Lóðurr ok litu góða. — Normalizovaný text | 17. Až tři přišli z posvátné družiny, tři ásové laskaví,mocní. Na zemi našli nemohoucí Aska a Emblu, bez osudu., 18. Neměli dechu, červeň v tváři, pohybu čilost. Dech dal Ódin, ducha Hoeni, líbeznost tváře laskavý Lódur. |  |